# Mailspool
Format zapisu wiadomości poczty elektronicznej na dysku w systemach uniksowych stosowany m.in. przez MTA takie jak Postfix, Exim czy Sendmail.
Poczta zapisywana jest w pojedynczym pliku, kolejno jedna po drugiej, oddzielone od siebie pustą linią. Nowe wiadomości dodawane są na koniec tego pliku. W większości systemów linuksowych skrzynki użytkowników są zapisywane w katalog /var/mail lub /var/spool/mail, gdzie każdy użytkownik ma swój plik o nazwie identycznej z jego nazwą użytkownika, np. /var/spool/mail/jankowalski.
Potocznie spotyka się także określenie "poczty zapisywanej w VSM", gdzie skrót VSM opisuje ścieżkę dostępu do katalogu z plikami poczty.